# Hasan.K
Hasan.K, kurz HK, auch bekannt als Hasan.K Beatz (bürgerlich Hasan Kankızıl), ist ein deutscher Rapper und Produzent aus Berlin-Neukölln.

## Biografie
Hasan Kankızıls Debütalbum Hasan.K kam am 1. November 2008 auf den Markt und entwickelte sich vor allem unter den türkischstämmigen Jugendlichen Berlins zu einem Geheimtipp. Das Lied Es stand geschrieben, das von einem Motorradunfall eines verlobten Paares erzählt, ist sein bekanntestes Stück. Später war Hasan.K kurzzeitig Mitglied bei dem Berliner Label Shok Muzik und unter anderem auf dem Sampler Schach Matt als Produzent und Rapper vertreten. Nachdem er Shok Muzik verlassen hatte, fokussierte er seine Arbeit zunächst nur noch auf das Produzieren und Remixen. Anfang September 2015 brachte er seine EP 8800 EP heraus, auf der er wieder als Rapper zu hören ist und die er auch produzierte.
Nach seiner EP gründete er sein eigenes Label SLS Music und brachte am 16. September 2016 zusammen mit Gringo das Album Gringo City auf den Markt. Stilistisch ist das Album dem Trap- und Gangsta-Rap-Genre einzuordnen. Durch einen Gastauftritt auf dem Lied Komm in meine Hood rein auf Eko Freshs zehntem Studioalbum König von Deutschland und durch den Titelsong Nb4 (zusammen mit Gringo) zu der Serie 4 Blocks steigerte Hasan.K seinen Bekanntheitsgrad über Berlin hinaus. Im Juli 2017 erschien mit Juggernaut das zweite Kollabo-Album von Hasan.K und Gringo.

## Diskografie
Soloalben
- 2008: Hasan.K
- 2015: 8800 EP

Kollaboalben
- 2008: Schach Matt (mit Shok Muzik)
- 2016: Gringo City (mit Gringo)
- 2017: Juggernaut (mit Gringo)

Singles
- 2024: Zizou’06 (feat. Pashanim; #18 der deutschen Single-Trend-Charts am 2. August 2024[3])